# 瑞安街 (臺北市)
瑞安街為臺灣臺北市市區的街道，大致呈東北－西南方向，全境位於大安區；北端始於臺北捷運大安站後方，先是往南約200公尺後，轉向西南方向，穿過復興南路二段，直到和平東路二段為止，全長約1公里。

## 歷史文化

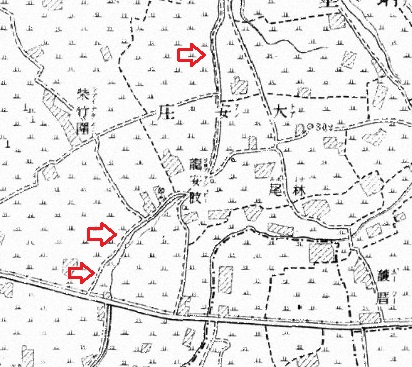
在1898年明治時期繪製的臺灣堡圖中，可在紅色箭頭處看見現今瑞安街路段與一旁的水圳。

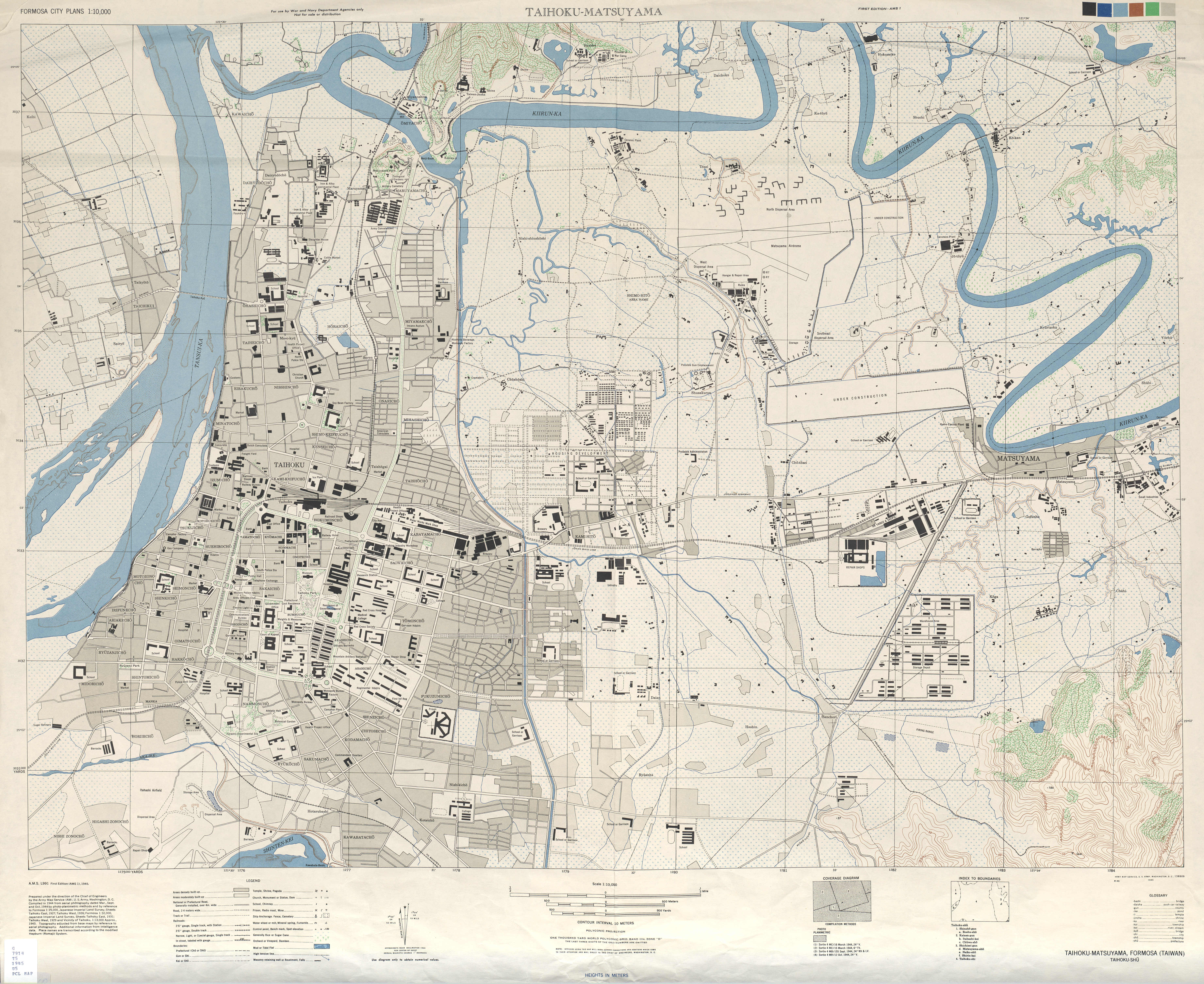
在美軍於1945年繪製的台北-松山地圖中，可在中間下方處找到與原安東街相連的現今瑞安街路段與一旁的水圳。

瑞安街過去曾屬於臺北市東區南北向的主要道路安東街的一部分，這條道路早在清治時期就已存在，由於過去位於臺北城以外的道路大多沿著水圳道開闢，安東街即是沿著第一霧裡薜支線如此的隨興貫穿於當時台北的東部區域中，在日治時期的「臺灣堡圖」中已經能見到他的蹤跡，在當時也是本地區唯一南北向的連通道路，也因此街道內商家林立，車輛與行人絡繹不絕。
1975年因復興南路闢建信義路至和平東路之間的路段，原本安東街自忠孝東路至信義路之間的路段經拓寬後成為復興南路的一部分，導致安東街被分為位於忠孝東路以北的北段與信義路以南的南段；因此安東街南段改名成瑞安街，名稱則源自中國浙江省的瑞安縣（現在的瑞安市）。
瑞安街起點原本位於現在的信義路與復興南路路口的東南角，1988年為興建臺北捷運大安站被徵收，使得瑞安街出現門牌號碼斷頭的怪現象。瑞安街中段與復興南路的交叉路口，也由於在1990年代被徵收供臺北市政府消防局第二大隊大安中隊復興分隊（1999年成立，2002年啟用）使用，使得街道無法直接穿越復興南路。而1987年新闢新龍公園於瑞安街214巷旁，更直接佔用了瑞安街的部分路段，使得整條瑞安街可以說是柔腸寸斷。
反民墓地
現在的瑞安街256巷內在日治時代中期曾設有「反民墓地」，包括羅福星、陳阿榮、賴來、張火爐、李阿齊等多位參與苗栗事件的抗日人士於臺北刑務所處刑後曾被葬於此地，直到1952年才將遺骸遷至苗栗大湖義民廟。
日式住宅群

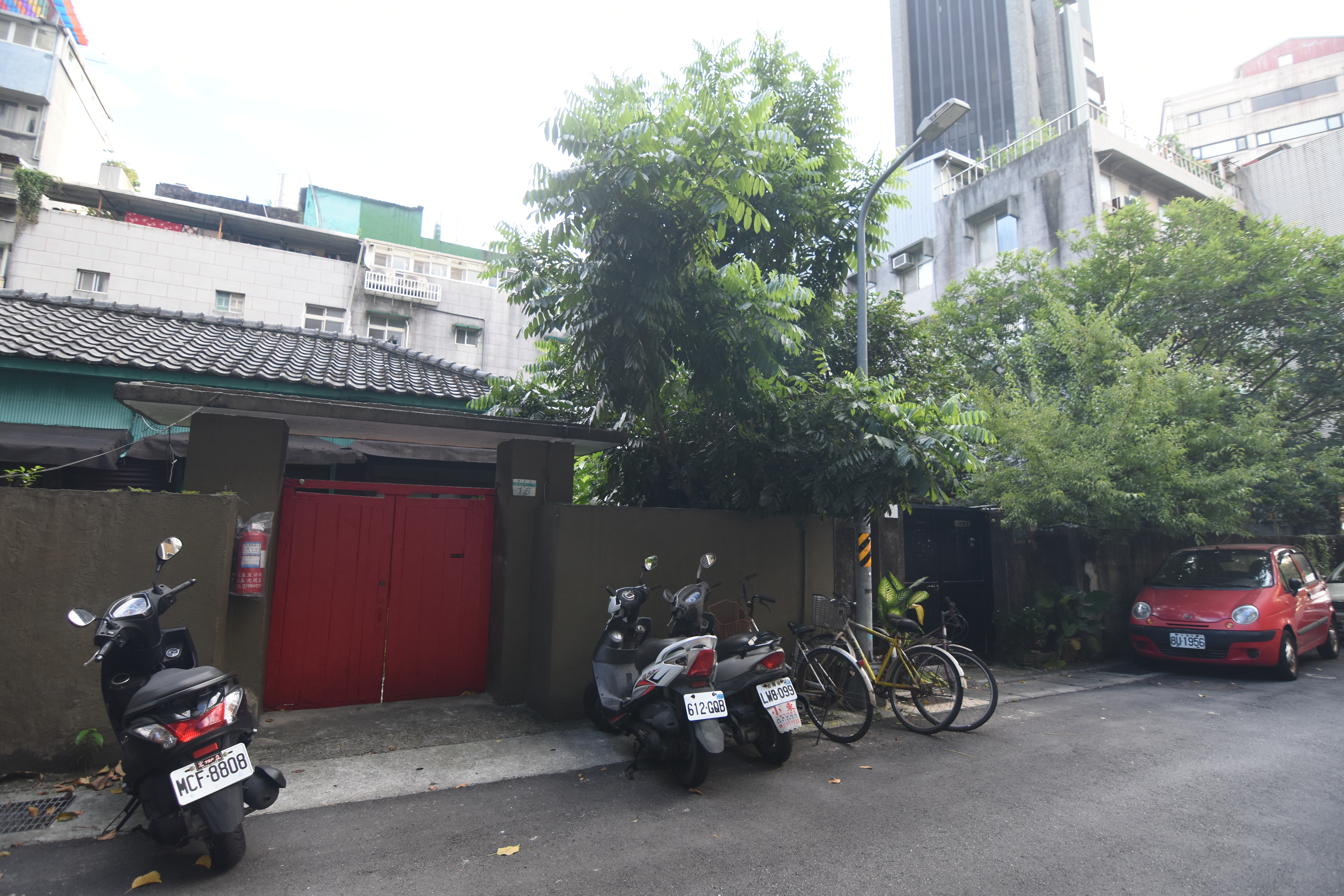
位於瑞安街264巷16、18號的國立臺灣大學日式宿舍，現為臺北市文化資產。1937年由營造商千歲町建築信用購買利用組合興建，日治時期分別為下津浦廾、塩谷巖三自宅，戰後分別配住予台大森林系教授黃希周、化學系教授張苕旭。

日治時代末期在瑞安街南段靠近現在和平東路附近的區域，開始有民間營造商營建日式住宅群及住宅團地，此區域後來被稱為三笠町；但隨著城市的開發，大多當時的住宅都已被拆除重建，目前僅有位於264巷16、18號的兩棟建築在戰後因做為國立臺灣大學教師宿舍使用而被保存至今，這兩棟建築已於2014年被列為臺北市文化資產。
名人住所
瑞安街周邊在戰後時期曾經住著許多文學人士與將軍，包括散文作家梁實秋、陳之藩、夏元瑜、姚宜瑛、詩人夏菁都曾居住於瑞安街北段附近。而在現在瑞安街與復興南路二段111巷巷內（消防隊對面）原有四戶平房（部份已遭改建為停車場）過去都曾是將軍官邸，曾住在此區域的將軍包括曾擔任中華民國國防部部長的陳大慶上將、鄭為元上將，及在中華民國空軍官方紀錄中擁有擊落最多敵機紀錄的柳哲生少將（現址為89號）等。
1961年發生遭當時媒體密切關注的瑠公圳分屍案，由於兇手及死者住所緊鄰瑞安街（當時仍為安東街），初期偵辦期間在目擊證人提供線索後，警方曾密集在瑞安街周邊進行調查，也造成包括柳哲生將軍之家僕等部分附近居民一度受到冤枉成為嫌疑人。
瑞安街內目前也是許多名人居住的地方，包括蔡依林、蕭亞軒、藍心湄、桂綸鎂、吳宗憲等知名藝人，政治人物羅文嘉所經營的水牛書店也位於此處。

## 沿街設施

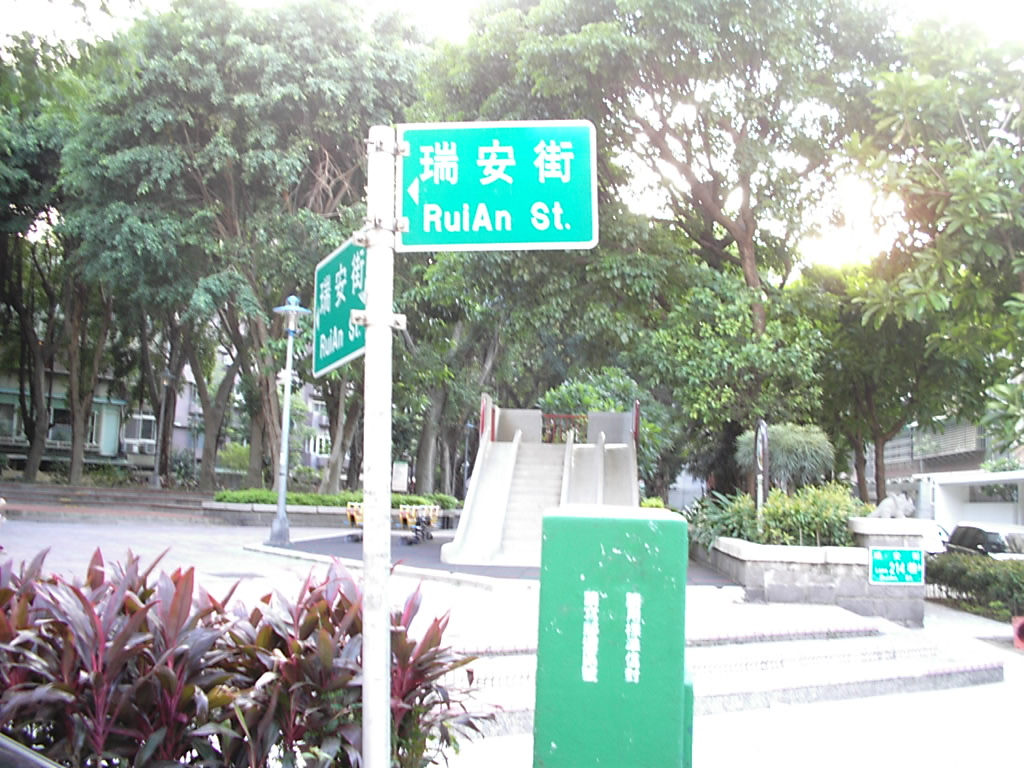
位於瑞安街旁的新龍公園

- 臺北捷運大安站（位於信義路口，部分建築地基過去原為瑞安街路基）
- 梁實秋故居（位於23巷口旁，已遭改建）
- 臺北市政府警察局大安分局瑞安街派出所（位於23巷內）
- 臺北市政府消防局第二大隊大安中隊復興分隊（位於復興南路口，部分建築基地過去原為瑞安街路基）
- 龍陣二號公園（位於61巷口旁）
- 私立開平餐飲學校（緊鄰龍陣二號公園，後門位於瑞安街上）
- 臺北市政府警察局少年警察隊大安少輔組（位於176號，過去原為瑞安街派出所）
- 安東市場（位於75號）
- 大安國宅（位於208巷內）
- 新龍公園（位於214巷口旁，公園部分區域過去原為瑞安街路基）
- 瑞安公園（位於115巷口旁）
- 安東攤販市場（位於和平東路口對面）